# Carleton J. King

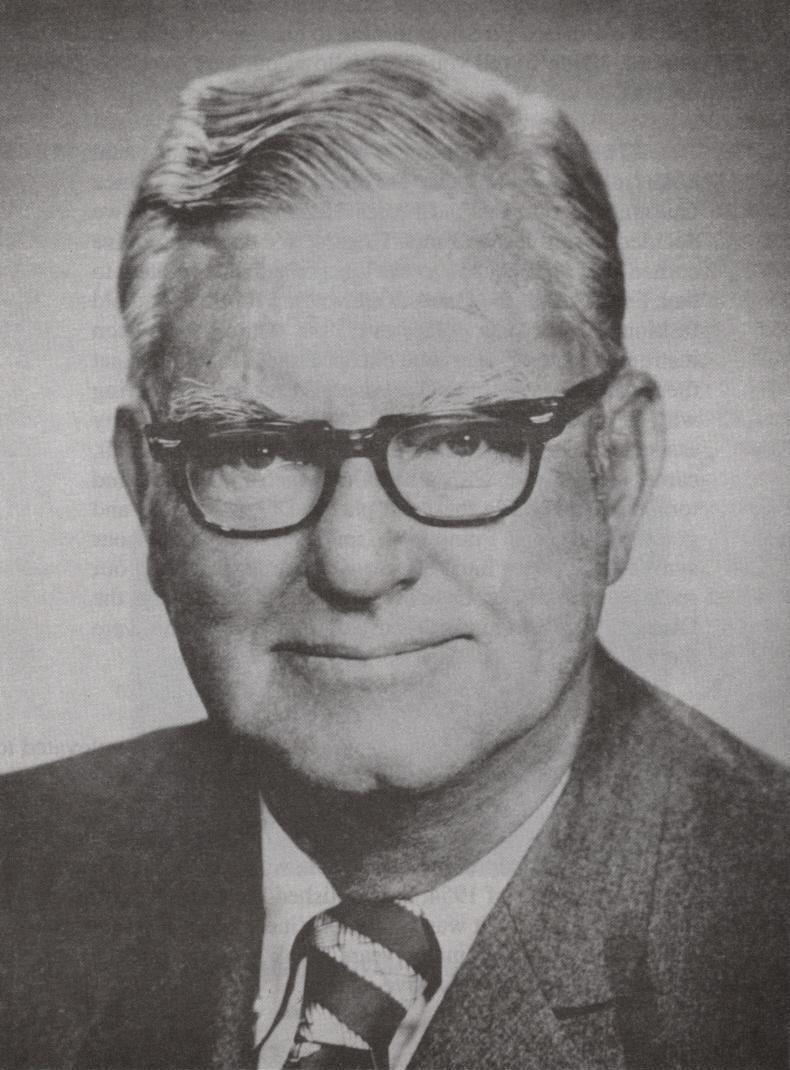
Carleton J. King

Carleton James King (* 15. Juni 1904 in Saratoga Springs, Saratoga County, New York; † 19. November 1977 in Bradenton, Florida) war ein US-amerikanischer Politiker. Zwischen 1961 und 1974 vertrat er den Bundesstaat New York im US-Repräsentantenhaus.

## Werdegang
Carleton King besuchte die öffentlichen Schulen seiner Heimat. Nach einem anschließenden Jurastudium an der juristischen Fakultät der Union University in Albany und seiner 1926 erfolgten Zulassung als Rechtsanwalt begann er in Saratoga Springs in diesem Beruf zu arbeiten. Zwischen 1936 und 1941 war er dort als städtischer Richter tätig. Von 1942 bis 1950 war er stellvertretender und dann bis 1961 eigentlicher Bezirksstaatsanwalt im Saratoga County. Politisch schloss er sich der Republikanischen Partei an.
Bei den Kongresswahlen des Jahres 1960 wurde King im 31. Wahlbezirk von New York in das US-Repräsentantenhaus in Washington, D.C. gewählt, wo er am 3. Januar 1961 die Nachfolge von Dean P. Taylor antrat. Nach sechs Wiederwahlen konnte er bis zu seinem Rücktritt am 31. Dezember 1974 fast sieben Legislaturperioden im Kongress absolvieren. Von 1963 bis 1973 vertrat er den 30. und danach den 29. Distrikt seines Staates. In seine Zeit im Kongress fielen unter anderem der Vietnamkrieg, die Bürgerrechtsbewegung und die Watergate-Affäre. Im Jahr 1974 wurde er nicht wiedergewählt. Sein Rücktritt erfolgte drei Tage vor dem offiziellen Ende seiner letzten Legislaturperiode.
Nach dem Ende seiner Zeit im US-Repräsentantenhaus praktizierte Carleton King wieder als Anwalt. Er starb am 19. November 1977 in Bradenton.